# Ухань Янцзе Рівер
Футбольний клуб «Ухань Янцзе Рівер» (спрощ.: 武汉长江; кит. трад.: 武漢長江; піньїнь: Wǔhàn Chángjiāng), у минулому Ухань Залл — колишній професійний китайський футбольний клуб із міста Ухань, який грав у китайській Суперлізі за ліцензією Китайської футбольної асоціації. Домашнім стадіоном команди був спортивний центр «Донсіху», який розрахований на 30 тисяч місць. Основним акціонером клубу була інвестиційна компанія «Wuhan Zall Development Holding Co. Ltd.».
Клуб був заснований у 2009 році після розпуску свого попередника «Ухань Гуангу». На початку сезону 2009 року клуб опинився в нижній частині турнірної таблиці. Клуб виграв підвищення до Китайської суперліги 2013 року після виграшу першої ліги Китаю у 2012 року, проте провела тільки один сезон у найвищому дивізіоні, після чого вибула до другого за рівнем дивізіону. У 2018 році команда знову виграла другий дивізіон, та вийшла до найвищого дивізіону. Клуб грав у Суперлізі до сезону 2022 року, і після зайнятого 16-го місця знову вибули до другого дивізіону. 25 січня 2023 року клуб оголосив про те, що він вирішив відмовитися від участі в будь-яких змаганнях, які проводяться Китайською футбольною асоціацією, після чого клуб було розпущено.

## Історія

### Хубей Луїнь
Клуб «Хубей Луїнь» був заснований у лютому 2009 року після того, як його попередник «Ухань Гуангу» вибув із найвищого китайського дивізіону внаслідок суперечливого покарання в жовтні 2008 року після конфлікту з Китайською футбольною асоціацією з приводу поведінки клубу в матчі чемпіонату проти «Бейцзін Гоань» 27 вересня 2008 року. Через їх вихід з ліги команда не змогла зареєструватися та брати участь у будь-яких професійних китайських турнірах, однак футбольна асоціація провінції Хубей вирішила, що через відсутність представництва будь-яких команд Хубея в системі китайських футбольних ліг необхідно створити нову команду, яка б представляла Хубей, для чого вирішили використовувати команду колишнього клубу віком до 19 років, а також молодіжну збірну Хубея як основу для складу нової команди. 26 лютого 2009 року було створено новий футбольний клуб «Хубей Луїнь», який офіційно зареєструвався в Китайській футбольній асоціації, та почав грати в третьому дивізіоні китайського футболу. Клуб відразу продемонстрував свою силу, після того як успішно пройшов регіональну частину чемпіонату, та вийшов у фінал плей-оф, де програв свою єдину гру сезону клубу «Хунань Біллоуз» у серії пенальті. Незважаючи на поразку, клуб виграв підвищення до другого дивізіону, і щоб посилити команду, викупив контракти кількох гравців «Ухань Гуангу», які ще мали діючий контракт із цим клубом.

### 2011—2018: Ухань Залл
У другому дивізіоні китайського футболу в клубу спочатку було одночасно кілька спонсорів, поки 14 грудня 2011 року «Zall Group» не стала власником клубу та перейменувала його на «Ухань Залл», а також змінила колір команди назад на оранжевий, який був основним кольором попередника діючого клубу. Спочатку нові власники спостерігали за нестабільними виступами команди в сезоні 2012 року, і вирішили звільнити головного тренера клубу Жозе Карлоса де Олівейру, та замінити його на Чжен Сюна як виконувача обов'язків головного тренера. Під керівництвом Чжен Сюна результати команди значно покращились, і він отримав посаду постійного головного тренера клубу, вивів команду на друге місце в першій лізі, та здобув путівку до китайської Суперліги. Початок виступів клубу в Китайській суперлізі 2013 року був невдалим, і після того, як команда провела 6 ігор без перемог, Чжен подав у відставку. Новим головним тренером клубу став колишній головний тренер клубу «Шаньдун Лунен» Любиша Тумбакович, який виграв з цим клубом Китайську Суперлігу, однак, незважаючи на свій досвід, він не зміг допомогти клубу уникнути вильоту, і його було звільнено після закінчення сезону. У 2015 році футбольний клуб був проданий приватній компанії «Wuhan Zall Development Holding Co. Ltd.», що належить голові компанії Янь Чжі та його родичам, за 20 мільйонів 630 тисяч юанів.

### 2019—2022: Суперліга
Після кількох сезонів у другому дивізіоні клуб призначив головним тренером Лі Те, який раніше вивів клуб «Хебей Чайна Форчун» до китайської Суперліги. У своєму дебютному сезоні Лі Те в кінці сезону 2018 року зміг привести «Ухань» до перемоги в другому дивізіоні та повернення до китайської Суперліги.
У кінці сезону 2022 року «Ухань Янцзи Рівер» програв клубу «Ченду Жунчен» з рахунком 1-3, унаслідок чого «Ухань» вибув до першої ліги Китаю на сезон 2023 року. Однак участі в чемпіонаті клуб не брав, оскільки на початку 2023 року клуб «Ухань Янцзе Рівер» був розформований.